# Чун Є Рін (дзюдоїстка)
Чун Є Рін (15 липня 1996, Тегу, Південна Корея) — південнокорейська дзюдоїстка, бронзова призерка Олімпійських ігор 2024 року.

## Виступи на Олімпіадах
| Олімпіада  | Дисципліна      | Місце |
| ---------- | --------------- | ----- |
| Париж 2024 | до 52 кг        | 17    |
| Париж 2024 | змішана команда | 3     |